# Докудув-Первши
Докудув-Первши (пол. Dokudów Pierwszy) — деревня в Бяльском повете Люблинского воеводства Польши. Входит в состав гмины Бяла-Подляская. По данным переписи 2011 года, в деревне проживал 281 человек.

## География
Деревня расположена на востоке Польши, на берегах реки Жарницы, на расстоянии приблизительно 10 километров к юго-юго-юго-востоку (SSE) от города Бяла-Подляска, административного центра повета. Абсолютная высота — 139 метров над уровнем моря. К западу от населённого пункта проходит региональная автодорога 812.

## История
Основан в 1504 году Львом Боговитиновичем (Боговитином). В первой половине XVI века королём Александром было даровано магдебургское право, утраченное в 1700 году. В конце XVIII века Докудув-Первши входили в состав Берестейского повета Берестейского воеводства Великого княжества Литовского. Согласно «Справочной книжке Седлецкой губернии на 1875 год» деревня входила в состав гмины Сидорки Бельского уезда Седлецкой губернии. В период с 1975 по 1998 годы входила в состав Бяльскоподляского воеводства.

## Население
Демографическая структура по состоянию на 31 марта 2011 года:
|         | Всего | До трудоспособного возраста | Трудоспособного возраста | Старше трудоспособного возраста |
| ------- | ----- | --------------------------- | ------------------------ | ------------------------------- |
| Мужчины | 142   | 34                          | 90                       | 18                              |
| Женщины | 139   | 27                          | 74                       | 38                              |
| Всего   | 281   | 61                          | 164                      | 56                              |